# پشنگ عبدالله
پشنگ عبدالله (عربی: باشانج عبدالله؛ زادهٔ ۲۹ مهٔ ۱۹۹۴) بازیکن فوتبال اهل کردستان عراق است.
از باشگاه‌هایی که در آن بازی کرده‌است می‌توان به باشگاه فوتبال دیگرفوش و باشگاه فوتبال دالکورد اشاره کرد.
وی همچنین در تیم ملی فوتبال عراق بازی کرده‌است.